# Sam Raybould
Samuel Francis Raybould, noto come Sam Raybould (Staveley, 11 giugno 1875 – Derbyshire, 1949), è stato un calciatore inglese, di ruolo attaccante.

## Carriera
Iniziò la carriera giocando per vari club non facenti parte della Football League quali Poolsbrook United, Staveley Colliery, North Staveley e Ilkeston Town. Giocò poi per una stagione nel Derby County prima di lasciare nuovamente la FL e tornare a giocare per Ilkeston Town, Poolsbrook United e nuovamente Ilkeston Town. Si unì poi al New Brighton Tower, da cui passò al Liverpool dove rimase sette anni e disputò le sue stagioni migliori: vinse il campionato nel 1901 e nel 1906 e la classifica cannonieri nel 1903. Passò da Sunderland e Woolwich Arsenal, poi tornò a giocare fuori dalla Football League con Chesterfield Town, Sutton Town e Barlborough United.

## Palmarès

### Club

#### Competizioni nazionali
- Campionato inglese: 2

Liverpool: 1900-1901, 1905-1906
- Campionato inglese di seconda divisione: 1

Liverpool: 1904-1905